# Coron (isola)
Coron  è una delle isole dell'arcipelago delle Calamian nel Mar Cinese Meridionale che appartiene alle Filippine. È la più piccola delle principali isole delle Calamian con una superficie di 71 km² ed una popolazione di circa 2.500 abitanti (2007).
Amministrativamente Coron e suddivisa fra i Baranggay di Cabugao e Banuang Daan che appartengono alla Municipalità di Coron nella Provincia di Palawan.
La popolazione di Coron appartiene all'etnia dei Calamian Tagbanua, una popolazione distinta dai Tagbanua che vivono sull'isola di Palawan. La loro lingua è il Calamian Tagbanwa.

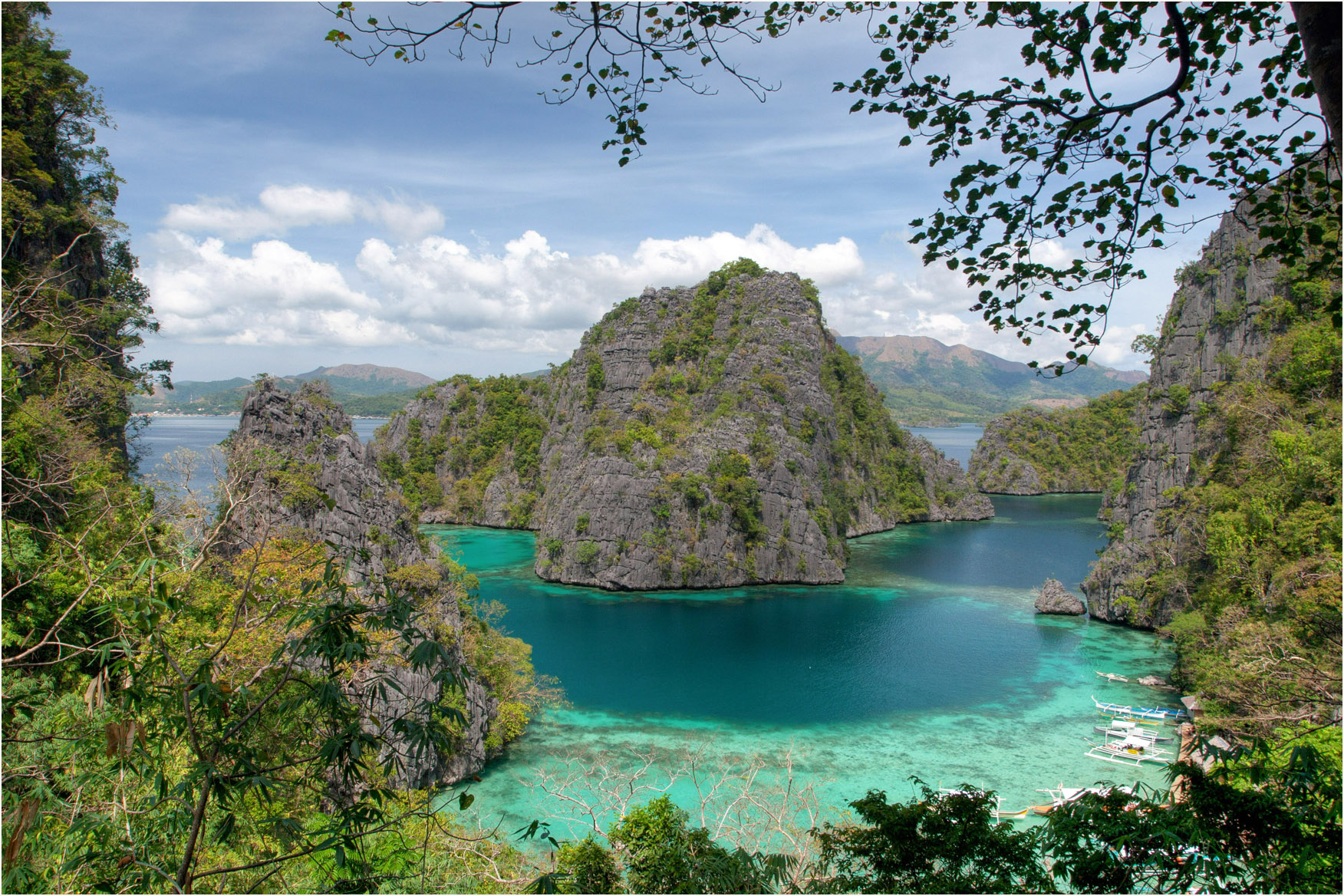
Coron island Cove